# Fundacja Badań i Rozwoju Nauki
Fundacja Badań i Rozwoju Nauki – organizacja pożytku publicznego powstała w 2009 roku. Fundacja posiada status Jednostki Naukowej wpisanej do systemu POLon MNiSW. Powodem powstania Fundacji była chęć uczestniczenia w rozwoju nauki i wspierania młodych polskich naukowców w dążeniu do odkryć na skalę światową. 
Organizacja zajmuje się głównie działalnością edukacyjną i badawczą w zakresie nauk medycznych oraz biochemicznych. Inspiracją do założenia Fundacji była i jest działalność naukowa dr hab. med. Michała Wszoły, chirurga i  transplantologa. Fundacja propaguje polską myśl technologiczną oraz wspiera i promuje badania polskich naukowców, pozyskuje środki i sama finansuje wiele projektów. Zajmuje się również szkoleniami, edukacją i pomocą prawną. 

## Cele statutowe i struktura organizacyjna

### Cele statutowe Fundacji
- Działalność edukacyjna i badawcza w zakresie nauk medycznych i chemicznych oraz bezpośrednio z nimi powiązanych, nauk matematyczno-przyrodniczych humanistycznych i prawnoekonomicznych, telekomunikacyjnych, teletechnicznych i informatycznych;
- Wspieranie rozwoju i promocji nauki polskiej.

### Struktura organizacyjna Fundacji
Zarząd: Prezes Fundacji Filip Fertner
Rada Fundacji: Magdalena Tyrlik (Fundator), Wiktor Witkowski, Ewa Wszoła 

## Działalność

### Biodrukowanie 3D bionicznej trzustki
Projekt „Biodrukowanie 3D Bionicznej Trzustki” ma na celu stworzenie narządu spełniającego funkcje prawdziwej trzustki. Bioniczna trzustka powstanie z elementów biologicznych (między innymi takich jak: komórki, wyspy trzustkowe, białka macierzy zewnątrzkomórkowej) z wykorzystaniem inżynierii, mechatroniki. Zgodnie z przyjętymi założeniami, dzięki zastosowaniu inżynierii tkankowej układane w bionicznej trzustce wyspy mają powstać z komórek macierzystych własnych chorego - prowadząc do stworzenia narządu spersonalizowanego, czyli przygotowanego dla konkretnego pacjenta. W rezultacie ma powstać w pełni funkcjonalna bioniczna trzustka, nadająca się do transplantacji. Dzięki wykorzystaniu tkanek własnych chorego nie będzie konieczności stosowania immunosupresji. Dodatkowo stworzenie bionicznej trzustki ma przyczynić się do skrócenia okresu oczekiwania na narząd do przeszczepienia. Projekt finansowany jest przez Narodowe Centrum Badań i Rozwoju w ramach programu „Profilaktyka i leczenie chorób cywilizacyjnych”. Prace będą trwać od stycznia 2017 do grudnia 2019. Wartość projektu szacuje się na 26.709,750,00 zł.
14 marca 2019 roku naukowcy Fundacji pod kierownictwem prof. dr hab. med. Michała Wszoły wydrukowali pierwszy na świecie w pełni unaczyniony prototyp bionicznej trzustki. 

#### Konsorcjum Bionic
W październiku 2015 roku z inicjatywy Fundacji Badań i Rozwoju Nauki, powstało konsorcjum BIONIC, które realizuje projekt "Biodrukowanie 3D rusztowań z wykorzystaniem żywych wysp trzustkowych lub komórek produkujących insulinę w celu stworzenia bionicznej trzustki". 
W jego skład wchodzą:
- Fundacja Badań i Rozwoju Nauki wraz z zespołem prof. dr hab. med. Michała Wszoły, jako lider konsorcjum, obecnie przy projekcie pracuje jeszcze 12 naukowców,
- Instytut Biologii Doświadczalnej PAN im. M. Nenckiego wraz z zespołem prof. Agnieszki Dobrzyń,
- Wydział Materiałoznawstwa Politechniki Warszawskiej pod kierunkiem prof. Wojciecha Święszkowskiego,
- Centrum Biostruktury Warszawskiego Uniwersytetu Medycznego pod kierunkiem prof. Artura Kamińskiego,
- Szpital Kliniczny Dzieciątka Jezus w Warszawie,
- MediSpace Sp. z o.o.

Konsorcjum otrzymało dofinansowanie z Narodowego Centrum Badań i Rozwoju w ramach programu STRATEGMED III i dzięki temu wsparciu, w 2017 roku rozpoczęto intensywne prace nad bioniczną trzustką.

### Ogólnopolska kampaniaOgarnij cukier
Autorski program edukacyjny Fundacji Badań i Rozwoju Nauki skierowany do osób chorujących na cukrzycę i ich rodzin, mający na celu zwiększenie świadomości żywieniowej, naukę samokontroli i umiejętności podawania insuliny, a także samoobserwacji profilaktyki powikłań cukrzycy. Projekt dofinansowany przez Ministerstwo Zdrowia, realizowany był od 1.07 do 1.12.2017. Ogarnij cukier to cykl 11 bezpłatnych webinariów, które w prosty sposób przybliżają ważne tematy dla osób chorych na cukrzycę. Każdy interaktywny wykład online składał się z części teoretycznej, czyli krótkiego omówienia danego zagadnienia przez ekspertów oraz części praktycznej, gdzie wszyscy zainteresowani mogli zadać prowadzącym pytania i otrzymać na nie odpowiedzi. Jako podsumowanie wykładów powstał bezpłatny e-book. Koordynatorem projektu był dr hab.med. Michał Wszoła. 

### Planowanie zabezpieczenia medycznego dla podróży załogowej na Marsa
Grupa polskich lekarzy, po konsultacjach z jedynym z kosmonautów – Mirosławem Hermaszewskim – przygotowała opracowanie naukowe, które ma pomóc w planowaniu kosmicznej podróży. Zostało ono opublikowane w czasopiśmie naukowym MEDtube Science w 2013 roku. Projekt sfinansowany został ze środków własnych Fundacji Badań i Rozwoju Nauki. Koordynatorem projektu był dr hab.med. Michał Wszoła.

### Endoskopowe przeszczepienie wysp trzustkowych pod śluzówkę żołądka
W 2009 roku Fundacja Badań i Rozwoju Nauki sfinansowała i przeprowadziła wraz z zespołem z Katedry i Kliniki Chirurgii Ogólnej i Transplantacyjnej Szpitala Klinicznego im. Dzieciątka Jezus oraz Szkołą Główną Gospodarstwa Wiejskiego w Warszawie pionierskie badania nad endoskopowym przeszczepianiem wysp trzustkowych pod śluzówkę żołądka. Było to pierwsze tego typu przedsięwzięcie na świecie, które kilka lat później zaowocowało udanymi przeszczepami u kilkorga pacjentów.

## Nagrody i wyróżnienia
- Złoty Lider Ochrony Zdrowia 2019 w kategorii Innowacyjne Pomysły za projekt biodrukowanie 3D bionicznej trzustki[7].
- II nagroda w konkursie Złoty Skalpel organizowanym przez Puls Medycyny dla autorów projektu „Biodrukowanie 3D rusztowań z wykorzystaniem żywych wysp trzustkowych lub komórek produkujących insulinę w celu stworzenia bionicznej trzustki”[8]
- American Transplant Congress w Seattle, nagroda „order of distinction” dla dwóch prac naukowców Fundacji: „Pancreas Decellularization Protocol – Comparison of Methods” (jednocześnie zwycięzca Best in Congress Posters) i „Changes in Gene Expression of Selected Genes in Patient with Type 1 Diabetes in Peripheral Blood”[9]
- Polska Nagroda Inteligentnego Rozwoju 2016 w kategorii Fundacja za realizację projektu „Biodrukowanie 3D rusztowań z wykorzystaniem żywych wysp trzustkowych lub komórek produkujących insulinę w celu stworzenia bionicznej trzustki”[9]